# Greater Manchester South (circonscription du Parlement européen)
Avant l’adoption uniforme de la représentation proportionnelle en 1999, le Royaume-Uni utilisait le système uninominal à un tour pour les élections européennes en Angleterre, en Écosse et au pays de Galles. Les conscriptions du Parlement européen utilisées dans ce système étaient plus petites que les circonscriptions régionales les plus récentes et ne comptaient chacune qu'un seul membre au Parlement européen.
La circonscription de Greater Manchester South était l'une d'entre elles.

## Limites
Il se composait des circonscriptions du Parlement de Westminster de Cheadle, Manchester Ardwick, Manchester Blackley, Manchester Central, Manchester Moss Side, Manchester Openshaw, Manchester Withington, Manchester Wythenshawe, Stockport North, and Stockport South.

## Membre du Parlement européen
| Élection                    | Élection | Portrait | Membre               | Parti        |
| --------------------------- | -------- | -------- | -------------------- | ------------ |
|                             | 1979     |          | Lord Harmar-Nicholls | Conservateur |
| 1984 circonscription abolie |          |          |                      |              |

## Résultats des élections
Les candidats élus sont indiqués en gras.
| Parti         | Parti                                  | Candidat             | Voix    | %    | ± |
| ------------- | -------------------------------------- | -------------------- | ------- | ---- | - |
|               | Conservateur                           | Lord Harmar-Nicholls | 70,688  | 47,5 | ' |
|               | Travailliste                           | J.A.D. Mills         | 63,214  | 42,5 |   |
|               | Liberal                                | J.B. Doherty         | 14,869  | 10,0 |   |
| Majorité      | Majorité                               | Majorité             | 7,474   | 5,0  |   |
| Participation | Participation                          | Participation        | 148,771 | 29,8 |   |
|               | Conservateur vainqueur (nouveau siège) |                      |         |      |   |